# یواس‌اس تیلور (۱۸۶۴)
یواس‌اس تیلور (۱۸۶۴) (به انگلیسی: USS Swift (1864)) یک کشتی بود که طول آن not known بود.